# Ганизаде, Султан Меджид Муртаза-Али оглы
Султан Меджид Муртаза-Али оглы Ганизаде (азерб. Sultan Məcid Murtuzəli oğlu Qənizadə; апрель 1866, Шемахы, Бакинская губерния — 22 марта 1938) — азербайджанский писатель-просветитель, драматург, театральный деятель; политический деятель Азербайджанской Демократической Республики, а также теоретик народного просвещения в Советском Азербайджане.

## Биография
Султан Меджид Ганизаде родился в 1866 году в городе Шемаха, в купеческой семье. Внук поэта  Ширвани. Окончил реальное училище в Шемахе. В 1887 году окончил Александровский учительский институт в Тифлисе. Был педагогом. Учась в институте установил связь с грузинскими социал-демократами. В 1887 году совместно с Габиб-беком Махмудбековым, открыл в Баку первое русско-татарское народное училище, был его директором. Инспектор народных училищ Бакинской губернии и Дагестанской области.
В 1888 году Ганизаде совместно с Габиб-беком Махмудбековым и Н. Велиевым организовал постоянную азербайджанскую театральную труппу в Баку и стал одним из её режиссёров. В 1897 году он привлёк в труппу актёра Гусейна Араблинского.
Ганизаде является автором романа «Письма Шейда-бека Ширвани» (1898—1900), повести «Страх перед богом» (1906) и др., в которых рисовал картины тяжёлой народной жизни, критиковал социальную несправедливость и невежество. Также он написал драму «Гонча ханум» («Бинамская помещица»), запрещённую царской цензурой, комедию «Вечернее чихание в пользу» (1904), водевили «Дурсунали Баллыбады» (1904), «Хор-хор» (1905), «Бери, да помни» (1908), «Самоотверженность».

Сидят справа налево: Гурбанали Шарифзаде, Султан Меджид Ганизаде, Джалил Мамедкулизаде и Алискандер Джафарзаде. Стоят справа налево: Омар Фаик Неманзаде и Гамзат-бек Габулов. Конец XIX века

Также Султан Меджид Ганизаде переводил русских, грузинских и армянских классиков на азербайджанский язык, в 1902 году составил «Русско-татарский словарь», в 1904 году — «Азербайджанский фразеологический словарь». Перевёл на азербайджанский язык пьесу «Первый винокур» Льва Толстого.
В конце 1917 года Ганиев был избран в Всероссийское учредительное собрание по Закавказскому избирательному  округу (список № 14 — мусульмане России).
В 1917 член партии «Иттихад», один из её руководителей. Был членом Закавказского сейма и Национального совета Азербайджана. Депутат парламента Азербайджанской Демократической Республики, входил во фракцию «Иттихад».
В 1920 эмигрировал, затем вернулся в СССР. В июне 1936 арестован, в марте 1938 «тройкой» НКВД приговорён к расстрелу. Расстрелян в ночь с 21 на 22 марта 1938 года. Реабилитирован (посмертно).

## Сочинения
- Сечилмиш əсəрлəри (Избранные произведения). [Предисл. А. Заманова]. — Бакы, 1965.